# هیوندای ایون
هیوندای ایون (به انگلیسی: Hyundai Eon) یک خودروی سوپرمینی شهری است که در سال ۲۰۱۲ توسط هیوندای معرفی شد و در بازارهای هند، فیلیپین، ویتنام سریلانکا، الجزایر، پاناما و کلمبیا عرضه شد. در سال ۲۰۱۹ تولید این خودرو در هند و سایر کشورها متوقف شد. این خودرو برای کشورهای جهان سوم تولید شده‌است.
در سال ۲۰۱۱ تولید این محصول در کشور هند آغاز شد و سپس در فیلیپین، ویتنام و سری‌لانکا هم تولید یافت. این خودرو در الجزایر، شیلی، کلمبیا و پاناما نیز فروخته می‌شود و با دو پیشرانه متفاوت که هر دو ۳ سیلندر هستند، تولید و عرضه می‌شود.
- موتور ۰٫۸ لیتری با توان خروجی ۵۶ اسب بخار و ۷۶ نیوتن متر گشتاور.
- موتور ۱ لیتری با توان خروجی ۶۹ اسب بخار و ۹۶ نیوتن متر گشتاور.

## امکانات
- ایربگ راننده
- فرمان الکتریکی حساس به سرعت
- قفل ایمنی کودک
- سیستم تهویه مطبوع دستی
- ایموبلایزر
- سیستم صوتی
- کامپیوتر سفری

## ایمنی
این خودرو در تست مؤسسه Global NCAP درجه صفر ستاره از ۵ ستاره ایمنی را کسب کرد.
| Test                      | Score     |
| محافظت از سرنشین بزرگسال: | 0/5 ستاره |
| محافظت از سرنشین کودک:    | ۴۲٪       |

## نگارخانه

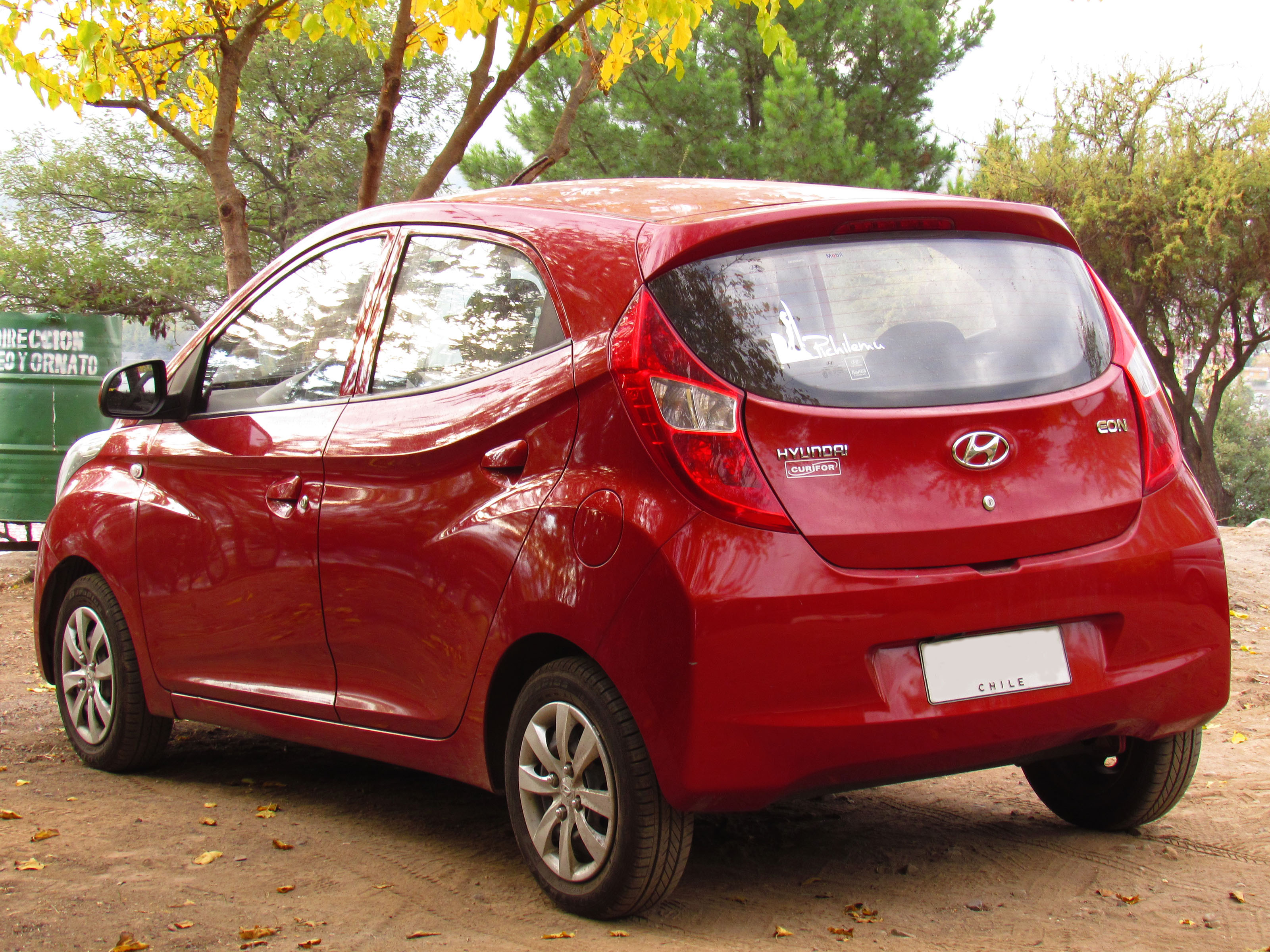
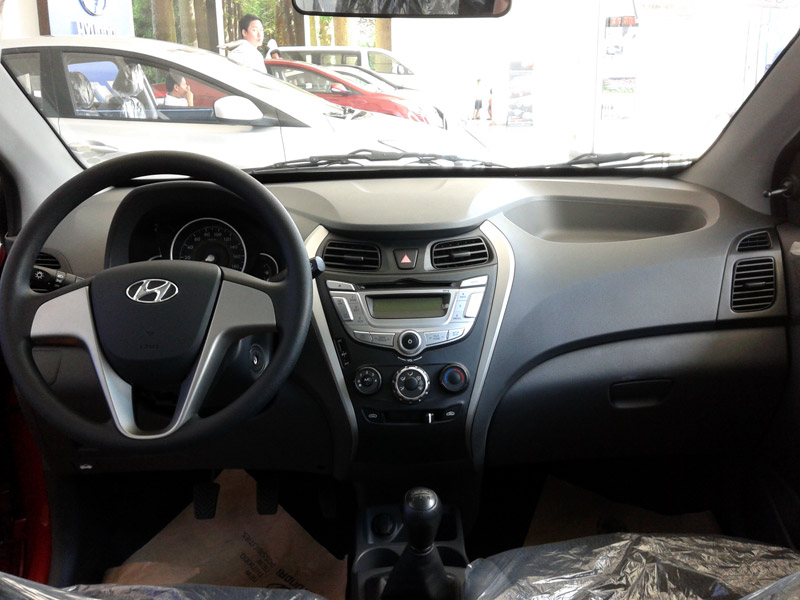